# Bahya Ben Joseph
Bahya Ben Josefh fue un filósofo judío español de mediados del siglo XI.
Compuso el escrito Los deberes del Corazón, en el que expone, partiendo de la unidad de Dios, un sistema de moral judaica, distinguiendo los deberes del corazón de los de los demás miembros. Entre los primeros figura el amor a Dios, la confianza en él, así como la humildad y observación de la naturaleza.
Concede más importancia a la moral que a la ley y en caso de discordancia entre filosofía y religión, debe darse preferencia a esta última.
- Datos: Q5716381